# Lena Göldiová
Lena Göldi, (* 1. října 1979 Safnern, Švýcarsko) je bývalá reprezentantka Švýcarska v judu.

## Sportovní kariéra
S judem začala v 5 letech v Bielu. Od roku 1997 spolupracovala s Leo Heldem. Mezi seniorkami se však prosazovala obtížně. Vrcholem její kariéry byla příprava na olympijské hry v Athénách v roce 2004. Na olympijských hrách nakonec startovala až na základě divoké karty. Medaili sice nezískala, ale předvedla solidní výkon. Sportovní kariéru ukončila po nevydařené kvalifikaci na olympijské hry v Pekingu v roce 2008.

## Výsledky
| Turnaj             | 1993       | 1994       | 1995       | 1996       | 1997       | 1998       | 1999       | 2000       | 2001       | 2002       | 2003       | 2004       | 2005       | 2006       | 2007       | 2008       |
| Turnaj             | 14         | 15         | 16         | 17         | 18         | 19         | 20         | 21         | 22         | 23         | 24         | 25         | 26         | 27         | 28         | 29         |
| Turnaj             | suplehká v | suplehká v | suplehká v | lehká váha | lehká váha | lehká váha | lehká váha | lehká váha | lehká váha | lehká váha | lehká váha | lehká váha | lehká váha | lehká váha | lehká váha | lehká váha |
| ------------------ | ---------- | ---------- | ---------- | ---------- | ---------- | ---------- | ---------- | ---------- | ---------- | ---------- | ---------- | ---------- | ---------- | ---------- | ---------- | ---------- |
| Olympijské hry     |            |            |            | —          |            |            |            | —          |            |            |            | úč.        |            |            |            | —          |
| Mistrovství světa  | —          |            | —          |            | úč.        |            | úč.        |            | úč.        |            | úč.        |            | úč.        |            | úč.        |            |
| Mistrovství Evropy | —          | —          | —          | —          | úč.        | 5.         | 5.         | úč.        | 7.         | úč.        | 2.         | —          | —          | úč.        | úč.        | úč.        |
| MS juniorů         |            | —          |            | —          |            | 3.         |            |            |            |            |            |            |            |            |            |            |
| ME juniorů         | úč.        | —          | úč.        | —          | 2.         | 1.         |            |            |            |            |            |            |            |            |            |            |